# Pallenopsis virgata
Pallenopsis virgata är en havsspindelart som beskrevs av Loman, J.C.C. 1908. Pallenopsis virgata ingår i släktet Pallenopsis och familjen Phoxichilidiidae. Inga underarter finns listade i Catalogue of Life.